# Khu du lịch Sông Hậu

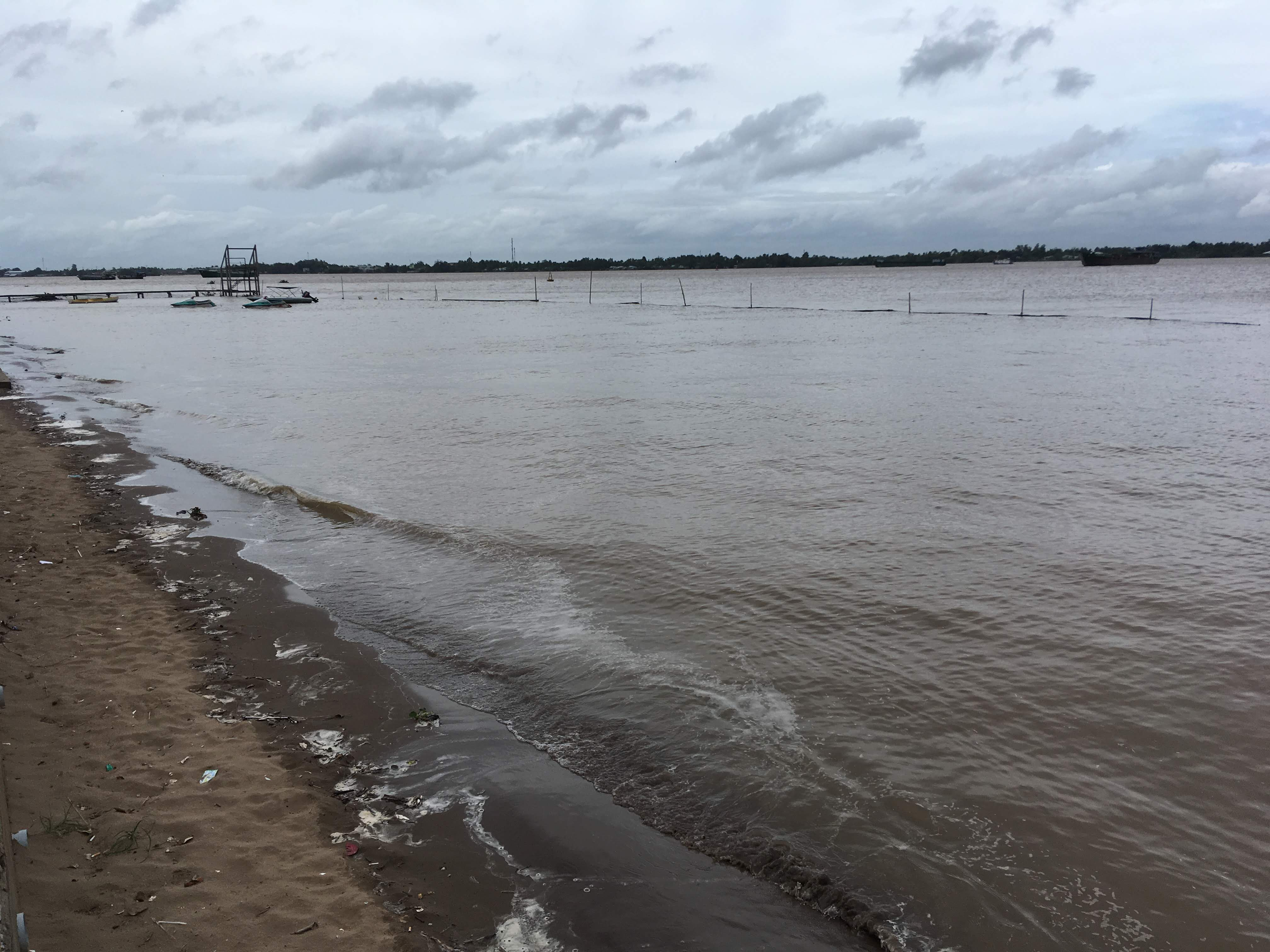
Một góc bãi tắm sông Hậu

Khu du lịch Sông Hậu là một dự án khu du lịch tại cồn Cái Khế thuộc phường Cái Khế, quận Ninh Kiều, thành phố Cần Thơ. Nơi đây ban đầu được chính quyền thành phố quy hoạch thành một khu phức hợp diện tích gần 10 ha, tuy nhiên đến nay vẫn chưa hoàn thiện do có nhiều vướng mắc và sai phạm.

## Vị trí
Khu du lịch này được xây dựng trên một bãi bồi cồn Cái Khế nằm trên sông Hậu, cách phà Hậu Giang 800 m về hướng Đông Nam. Phía Đông Bắc, Đông Nam và Tây Bắc giáp với sông Hậu; phía Tây Nam giáp công viên bờ kè sông Hậu và đoạn rạch thuộc sông Hậu. Diện tích khu du lịch theo quy hoạch vào năm 2010 là 87.885 m².

## Lịch sử
Ngày 1 tháng 9 năm 2010, Ủy ban nhân dân thành phố Cần Thơ ban hành Quyết định số 2398/QĐ-UBND phê duyệt quy hoạch chi tiết xây dựng tỷ lệ 1/500 Khu du lịch sông Hậu. Theo đó, khu đất được chia làm 5 phân khu chính, gồm khu khách sạn trên 210 phòng, khu trung tâm hội nghị, khu nhà hàng tiệc cưới, khu nhà nghỉ cao cấp (resort), khu dịch vụ sức khỏe (spa), thể thao, vui chơi giải trí. Công trình được khởi công vào ngày 12 tháng 6 năm 2011, dự kiến hoàn thành sau 42 tháng. Khu du lịch do Công ty SLA Design Consultant PTE (Singapore) tư vấn và thiết kế, được kỳ vọng phục vụ 5.400 lượt khách/ngày, giải quyết việc làm cho 3.000 lao động tại địa phương.
Dự án có tổng mức đầu tư 490 tỷ đồng, do Công ty cổ phần Du lịch Sông Hậu làm chủ đầu tư. Công ty này có ba cổ đông gồm: Công ty TNHH Thương mại và Dịch vụ Địa Cầu góp 71%; Nhà khách Cần Thơ (trực thuộc Ủy ban nhân dân thành phố Cần Thơ) góp 27% (bằng diện tích đất) và ông Võ Thanh Tùng (chủ nhà hàng Lúa Nếp) góp 2%. Nhà đầu tư này được thành phố cho thuê đất trong 49 năm (2011–2060). Công trình có thời gian xây dựng 66 tháng, đến tháng 12 năm 2016 phải hoàn thành. Tuy nhiên, trong quá trình thực hiện, chủ đầu tư bị phát hiện không tuân thủ quy định pháp luật, có nhiều sai phạm kéo dài.
Ngày 22 tháng 3 năm 2018, Ủy ban nhân dân thành phố Cần Thơ ban hành Quyết định số 760/QĐ-UBND thu hồi chủ trương đầu tư dự án. Vào ngày 22 tháng 6 cùng năm, Kết luận số 978/KL-TTCP của Thanh tra Chính phủ đã chỉ ra Ủy ban nhân dân thành phố đã làm sai quy định khi cho thuê đất có vị trí đắc địa nhưng không qua đấu giá, dự án xây dựng sai phép, nợ thuế gần chục tỷ đồng. Theo một bài đăng của báo Nhân Dân vào tháng 9, dự án Khu du lịch sông Hậu chỉ mới hoàn thành và đưa vào hoạt động khu nhà hàng tiệc cưới Hoàng Tử, nhà hàng bãi biển Cần Thơ (thực ra là bãi cát) và quán cà phê; hoạt động kinh doanh vẫn diễn ra dù đã bị thu hồi nhiều tháng.
Tháng 8 năm 2020, thành phố đã chỉ đạo thành lập tổ công tác để xây dựng phương án đấu giá cũng như tổ chức đấu giá lựa chọn nhà đầu tư thực hiện dự án khu du lịch Sông Hậu. Tuy nhiên theo ghi nhận vào thời điểm năm 2022, khu đất vẫn chưa thể đem ra đấu giá vì chưa thống nhất được mức đền bù, hỗ trợ cho chủ đầu tư trước. Ngoài ra, từ khi bị thu hồi, khu đất vẫn được Trung tâm phát triển quỹ đất cho nhà hàng Lúa Nếp thuê ngắn hạn để tiếp tục kinh doanh.

## Sự việc liên quan
Vào ngày 3 tháng 10 năm 2015, khi các công nhân đang tháo giàn giáo tại công trình Trung tâm hội nghị tiệc cưới Hoàng Tử thì một sàn bê tông lớn dài 10 m, rộng 3 m của sảnh phụ bất ngờ đổ sập vùi lấp nhiều người, một công nhân tử vong. Vụ việc sau đó được điều tra và cơ quan chức năng phát hiện công trình thi công xây dựng sai thiết kế. Cụ thể, theo thiết kế được duyệt, phần mái sảnh phụ bị sập nằm sát mép tường bên phải nhưng thực tế đã bị dời vào một nhịp cột khoảng 5 m.
Khi Ủy ban nhân dân thành phố Cần Thơ thu hồi dự án để giao cho Trung tâm Phát triển quỹ đất thành phố quản lý vào năm 2018, Công ty cổ phần Du lịch Sông Hậu đã khiếu nại vì trong quyết định thu hồi đất không đặt vấn đề bồi thường cho nhà đầu tư. Theo hồ sơ vụ việc, vào tháng 9 năm 2010, Ủy ban nhân dân thành phố đã có quyết định cho Nhà khách Cần Thơ thuê 94.550 m² đất cồn Cái Khế để đầu tư khu du lịch. Tuy nhiên sau đó Nhà khách Cần Thơ lại liên doanh với hai đơn vị khác là Công ty TNHH Thương mại và Dịch vụ Địa Cầu và ông Võ Thanh Tùng để thành lập Công ty cổ phần Du lịch Sông Hậu. Ông Nguyễn Ngọc Hà, Chủ tịch Hội đồng quản trị kiêm Tổng giám đốc Công ty Sông Hậu (cũng là Giám đốc Công ty TNHH Thương mại và Dịch vụ Địa Cầu) cho biết: "Khu bãi bồi khi được giao cho chúng tôi chỉ là một vùng sình lầy ven sông Hậu. Chúng tôi đã phải nạo vét bùn và mua cát san lấp suốt hai năm trời mới thành khu đất chuyên dùng để xây dựng nhà hàng; trung tâm hội nghị, tiệc cưới; bãi tắm gọi là biển Cần Thơ cùng nhiều điểm vui chơi giải trí. Tổng vốn đầu tư hơn 260 tỷ đồng". Người này cũng cho biết, trong quá trình hợp tác, Nhà khách Cần Thơ không góp một đồng vốn nào theo cam kết, nhưng hằng năm vẫn được chia 900 triệu đồng.

## Hoạt động du lịch
Tại khu du lịch có một bãi tắm sông với cát, còn được gọi là "Biển Cần Thơ", thu hút nhiều người dân, du khách đến vui chơi. Bãi tắm này là ý tưởng của ông Nguyễn Ngọc Hà. Ông cho biết đã cho bơm 1 triệu m³ cát xuống sông Hậu để lấy chân, tạo bãi cát dài 400 m. Phần cát được giữ lại sau nhiều năm bơm lấn còn khoảng 400.000 m³, tạo thành một bãi tắm sạch, không bùn đất giữa vùng sông nước Cần Thơ. Bãi tắm được đưa vào hoạt động từ ngày 1 tháng 1 năm 2014, có nhiều hoạt động, trò chơi thể thao dưới nước như môtô nước, phao chuối, chèo thuyền kayak, cano dù kéo,... Đây được xem là bãi tắm nhân tạo lớn nhất vùng Đồng bằng sông Cửu Long, từ bãi có thể ngắm toàn bộ cầu Cần Thơ bắc qua sông Hậu.
Sáng ngày 31 tháng 3 năm 2014, một nhóm học sinh Trường Trung học cơ sở Đoàn Thị Điểm (quận Ninh Kiều) vào khu vực bãi tắm chơi. Tuy nhiên, có ba nữ bị hụt chân và đuối nước, được đưa vào Bệnh viện Đa khoa thành phố Cần Thơ cấp cứu nhưng sau đó hai người đã tử vong. Đại tá Phan Minh Tấn, Phó giám đốc Công an thành phố Cần Thơ, cho biết sự việc là tai nạn ngoài ý muốn do các học sinh tự ý xuống bãi tắm khi chưa đến giờ hoạt động, không mặc áo phao và bơi ra khỏi cọc tiêu cảnh báo khu vực nguy hiểm.